# Souanké
Souanké è una città della Repubblica del Congo situata nel dipartimento di Sangha e capoluogo del distretto di Souanké, nella parte nord-occidentale del Paese, vicino al confine con il Camerun.

## Infrastrutture e trasporti

### Aeroporti
È servita dall'aeroporto di Souanké.